# Synalov
Synalov (německy Sinalow) je obec v okrese Brno-venkov v Jihomoravském kraji. Rozkládá se v Hornosvratecké vrchovině, v přírodním parku Svratecká hornatina, přibližně devět kilometrů severně od Tišnova, pod vrchem Sýkoř. Žije zde 114 obyvatel.
Katastrální území leží v rozmezí nadmořských výšek 400–640 metrů, katastrální výměra obce je 694 ha. V obci je rozvinuta dřevařská a zemědělská výroba. Součástí Synalova je i chatová osada Kopaniny na severním okraji obce, která tvoří samostatnou základní sídelní jednotku.

## Název
Název vesnice byl odvozen od osobního jména Synal (které se zakládalo na slovese zsynati – "zblednout") a znamenalo "Synalův majetek".

## Historie
První písemná zmínka o obci pochází z roku 1390 (in Synolowye).

## Obyvatelstvo
| Rok            | 1869 | 1880 | 1890 | 1900 | 1910 | 1921 | 1930 | 1950 | 1961 | 1970 | 1980 | 1991 | 2001 | 2011 | 2021 |
| -------------- | ---- | ---- | ---- | ---- | ---- | ---- | ---- | ---- | ---- | ---- | ---- | ---- | ---- | ---- | ---- |
| Počet obyvatel | 294  | 311  | 283  | 325  | 314  | 316  | 297  | 240  | 212  | 183  | 169  | 130  | 115  | 120  | 122  |
| Počet domů     | 32   | 44   | 44   | 48   | 48   | 47   | 49   | 53   | 53   | 47   | 43   | 41   | 56   | 56   | 57   |

Vývoj počtu obyvatel

## Obecní správa
Do konce roku 2006 spadal Synalov do okresu Blansko, od začátku roku 2007 je součástí okresu Brno-venkov.

### Obecní symboly
Znak a vlajka byly obci uděleny rozhodnutím předsedkyně Poslanecké sněmovny Parlamentu České republiky dne 24. února 2011.

## Pamětihodnosti
- zaniklý hrad Osiky, snad z poloviny 13. století
- kaple svatych Andělů Strážných z roku 1883 na návsi
- Mramorový kříž u kaple je datován rokem 1924.
- Kamenná plastika Járy Cimrmana stojí u hájenky pod Sýkořem. Plastika je poslední z plahočin naučné stezky Járy Cimrmana vedoucí z Lomnice.
- Přírodní rezervace Pod Sýkořskou myslivnou
- Přírodní památka Synalovské kopaniny byla vyhlášena z důvodu zachování staré mozaiky vegetačních formací, pastviných lad a současného způsobu obhospodařování. Je zde dochován typický reliéf mrazových procesů z chladného klimatu doby ledové tzv. balvanité proudy.
- Přírodní památka Pilský rybníček se nachází v údolí Besénku. Je to důležitá lokalita pro rozmnožování chráněných druhů obojživelníků.
- Přírodní památka Míchovec s ochranou pralesovitých zbytků bukových javořin. Jsou zde geomorfologicky pozoruhodné skalní hradby s výskytem chráněné měsíčnice.
- Dalšími přírodními památkami jsou Sýkoř, Horní Židovka a Klášterce.

## Galerie

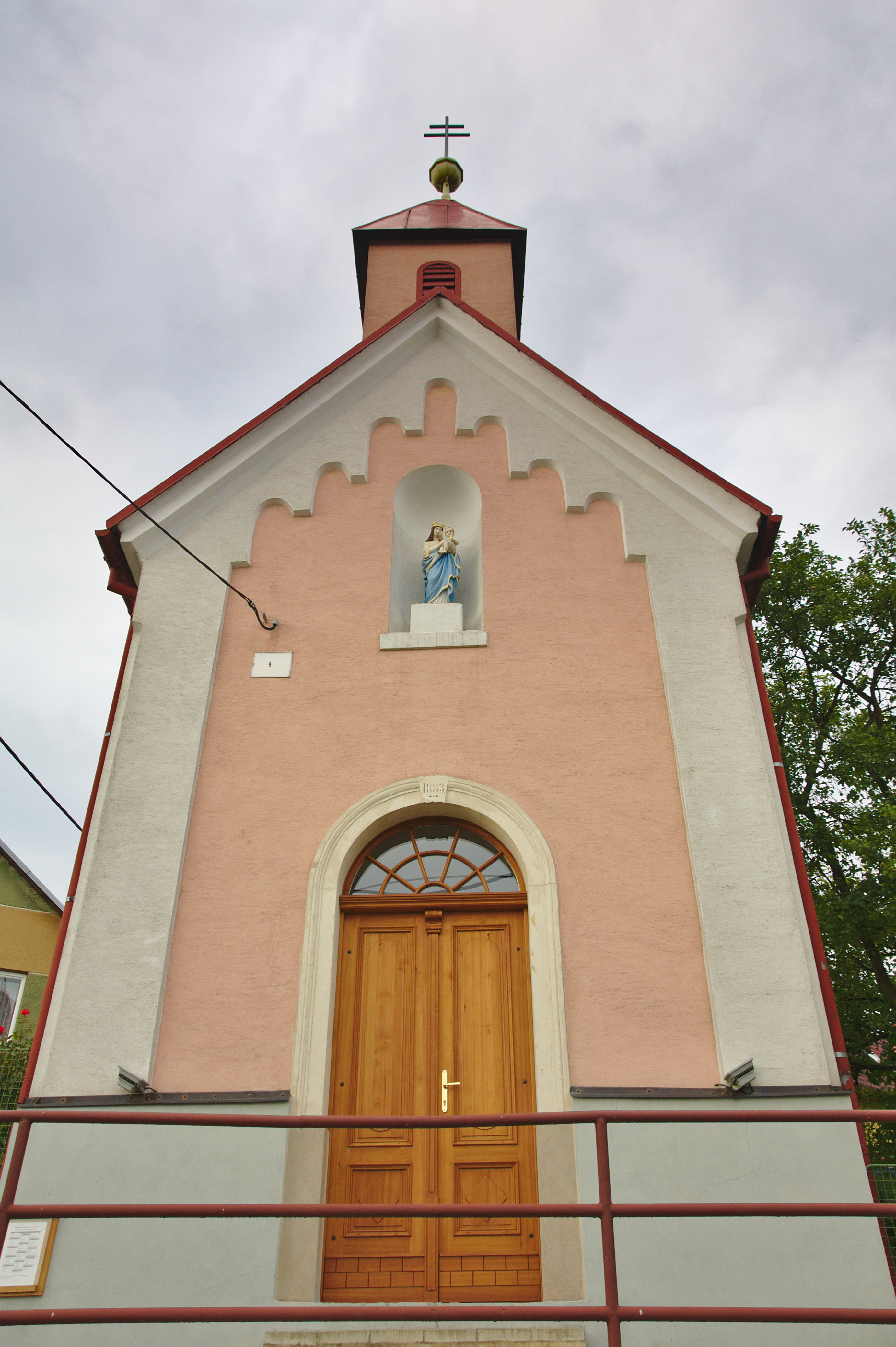
Kaple svatých Andělů Strážných
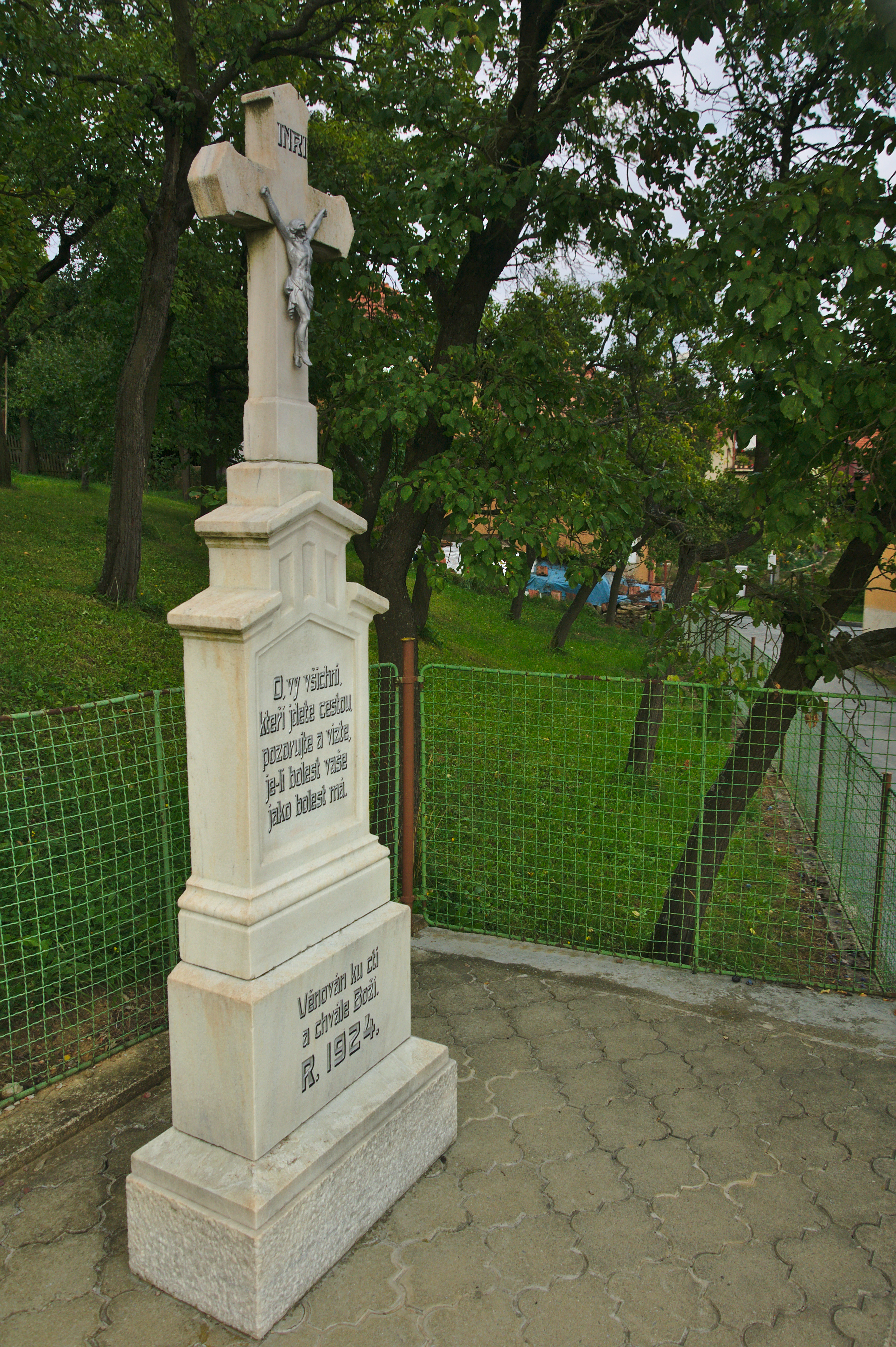
Kříž u kaple
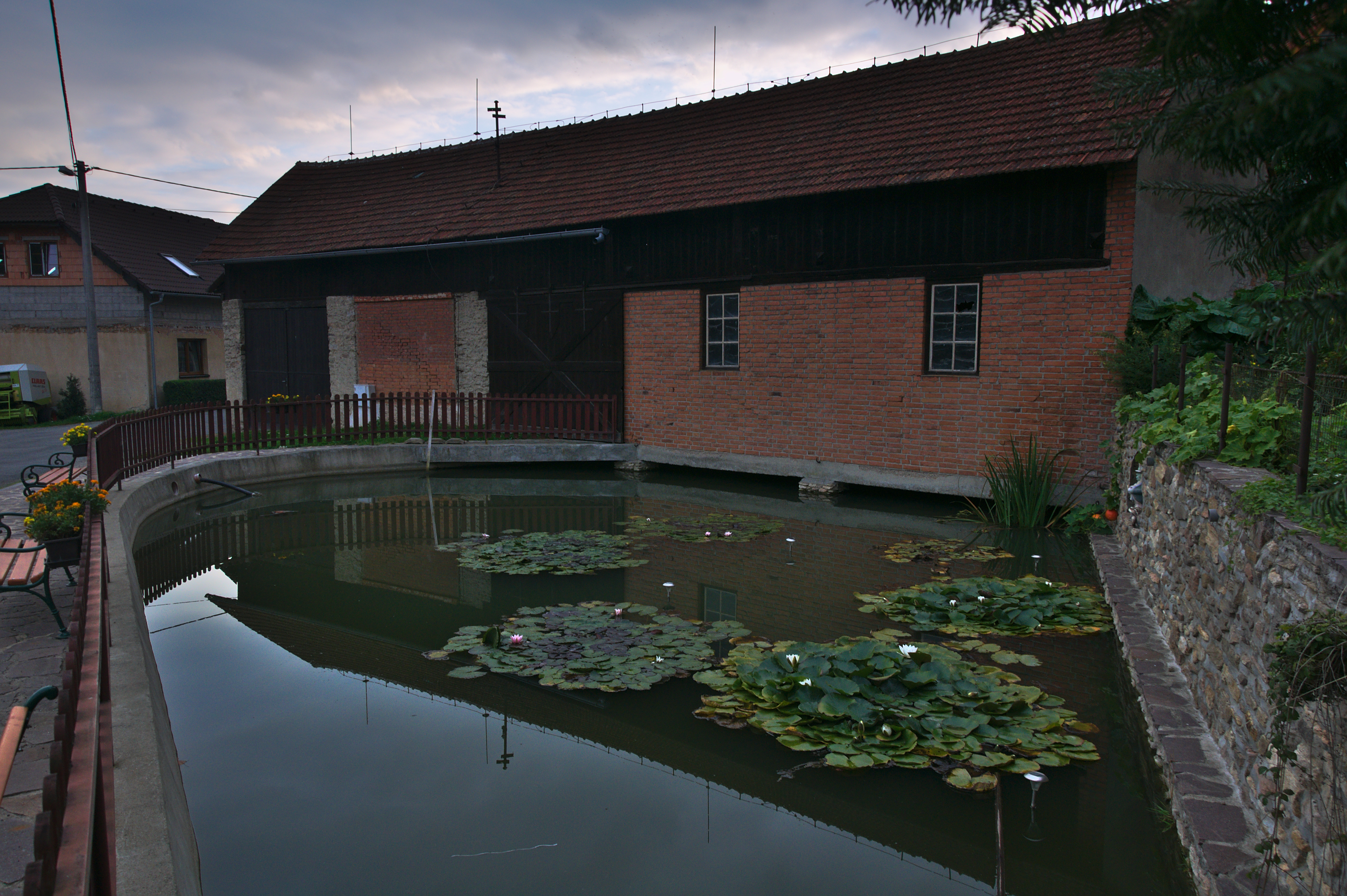
Rybníček na návsi
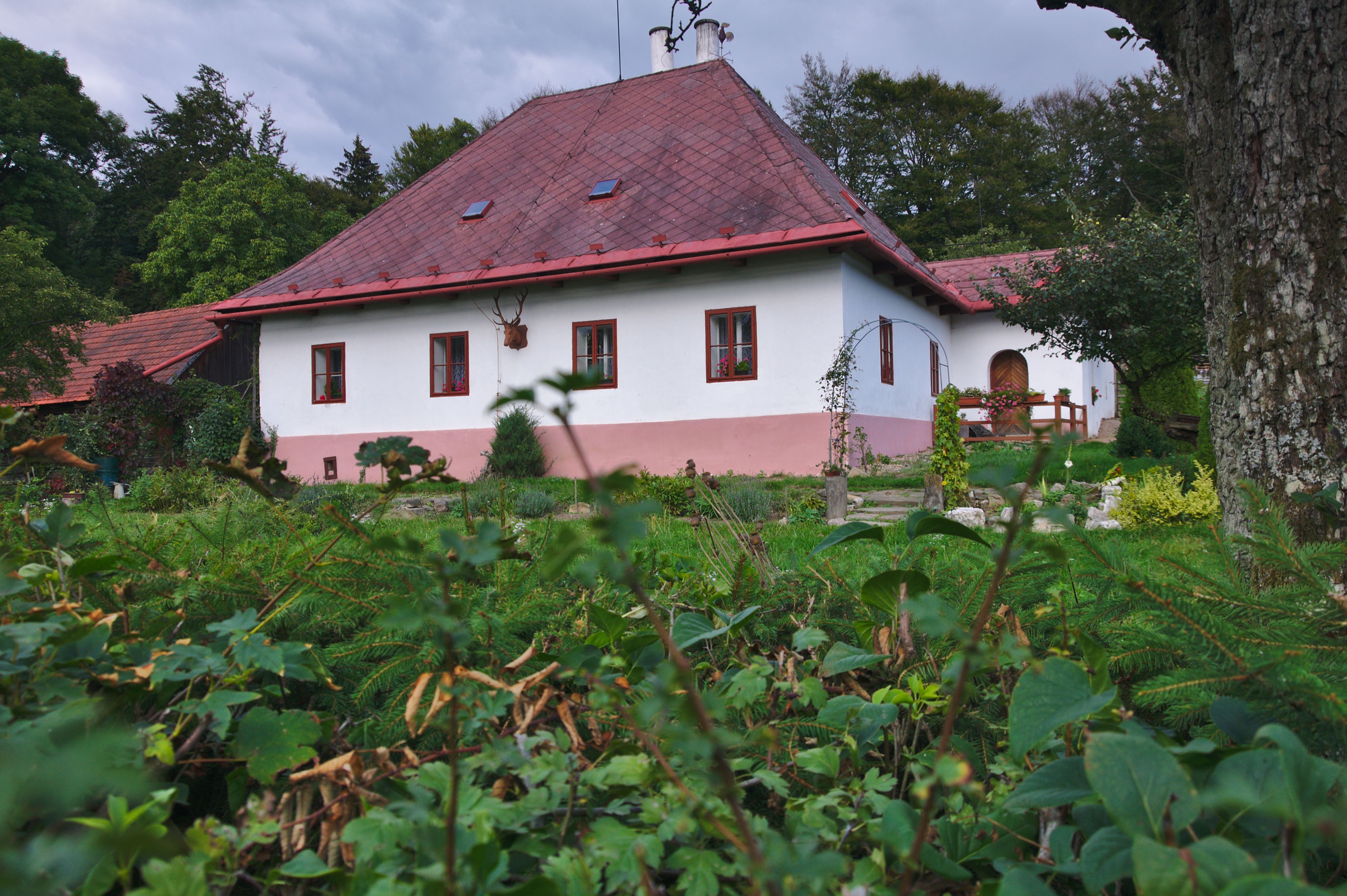
Sýkořská myslivna
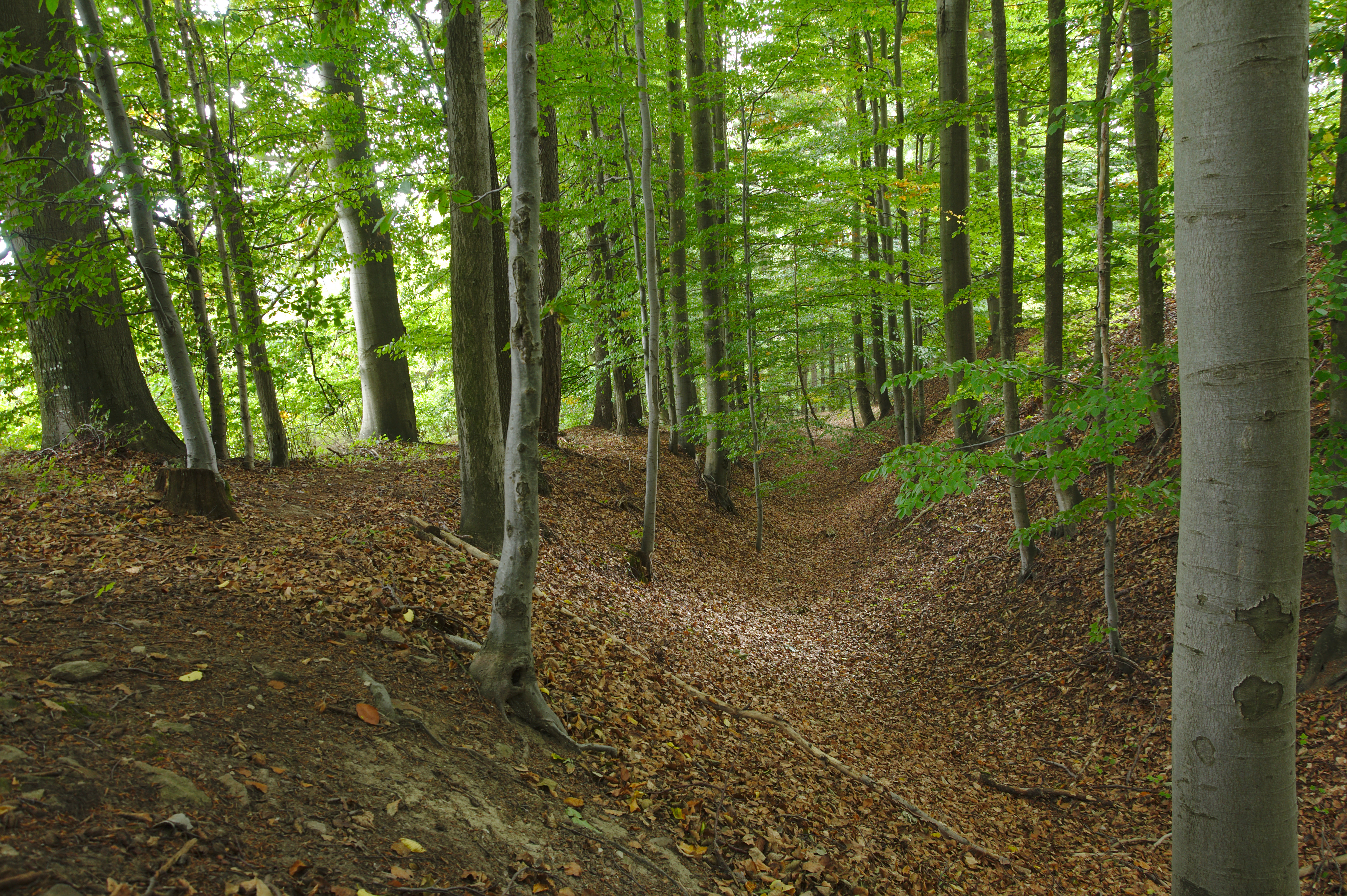
Hradiště Osiky
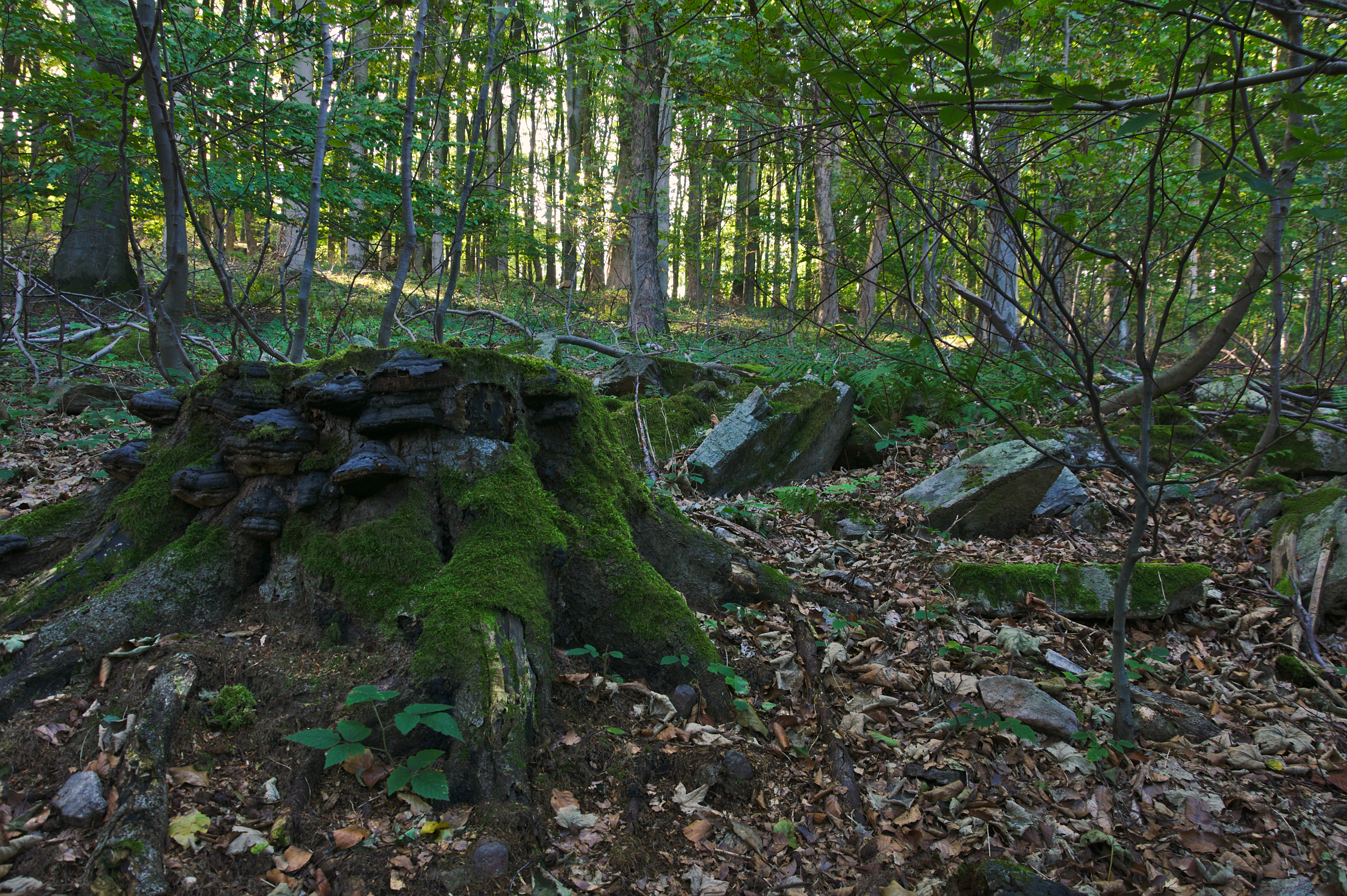
Přírodní památka Sýkoř
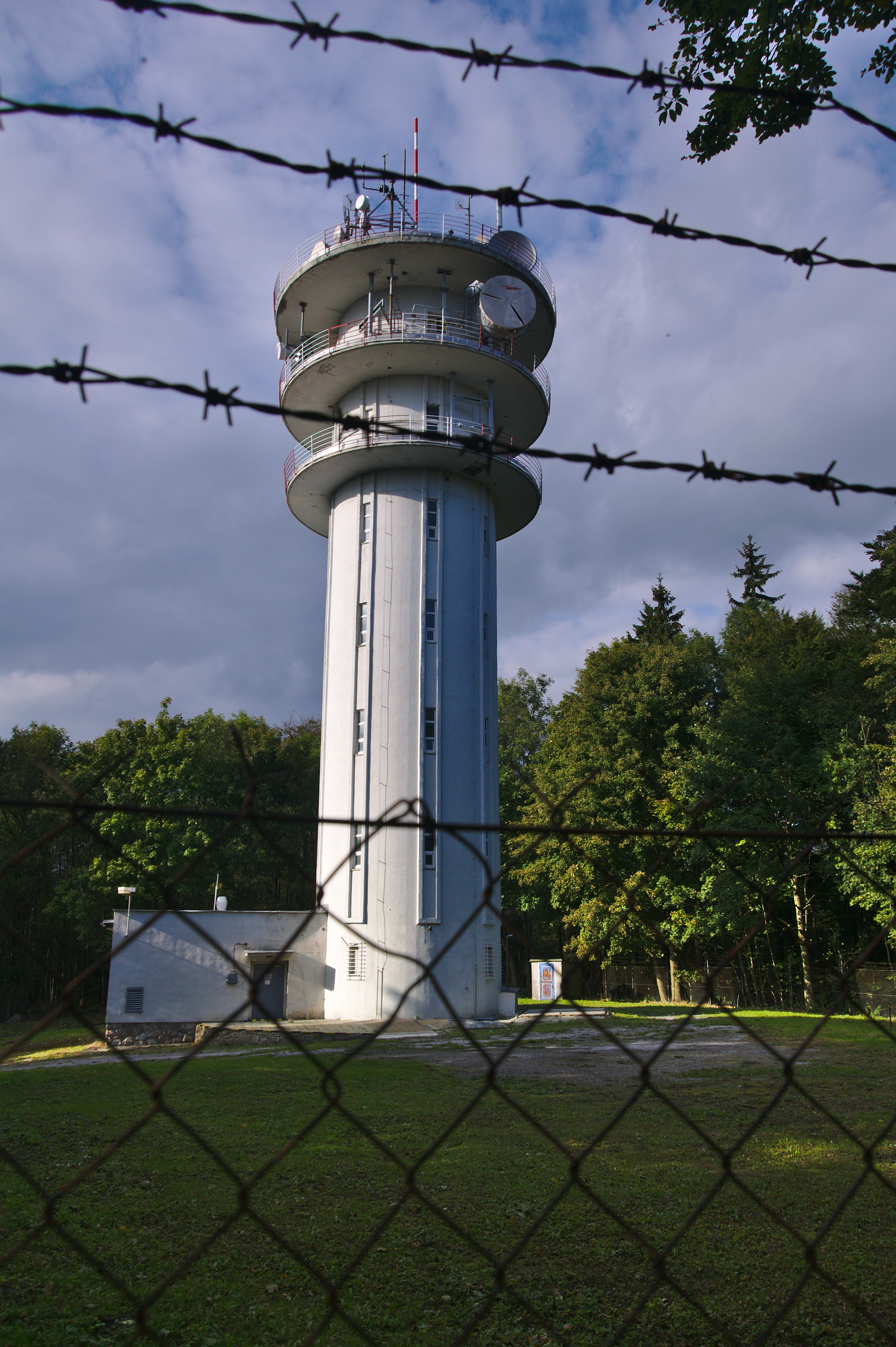
Vrchol Sýkoř